# Coda silábica
A coda compreende a posição pós-vocálica de uma sílaba que segue o núcleo. A sequência de núcleo e coda é chamada de rima.